# Trieces argutus
Trieces argutus är en stekelart som beskrevs av Valentina I. Tolkanitz 2007. Trieces argutus ingår i släktet Trieces och familjen brokparasitsteklar. Inga underarter finns listade i Catalogue of Life.